# Pampán (município)

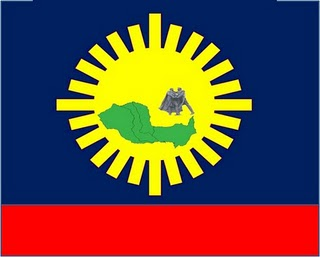
Bandeira oficial do município de Pampán.

Pampán é um município da Venezuela localizado no estado de Trujillo.
A capital do município é a cidade de Pampán.